# Cheng-Zhu-Schule
Die Cheng-Zhu-Schule (chinesisch 程朱学派, Pinyin Chéng-Zhū xuépài, W.-G. Ch'eng-Chu hsüeh-pai) ist eine der wichtigsten philosophischen Schulen des Neokonfuzianismus, die auf den Ideen der neokonfuzianischen Philosophen  Cheng Yi (1033–1107) aus der Nördlichen Song-Dynastie und von Zhu Xi (1130–1200) aus der Südlichen Song-Dynastie basiert. Die Schule steht in Opposition zur idealistischen neokonfuzianischen Schule von Lu Xiangshan (bzw. Lu Jiuyuan; 1139–1193) und Wang Yangming (bzw. Wang Shouren; 1472–1529). Cheng Yi formulierte die Hauptkonzepte und lieferte die grundlegenden Argumente dieser Schule und Zhu Xi ergänzte und verfeinerte sie, und er formte den Neokonfuzianismus zu einem systematischen und rationalistischen Ganzen. Im Zentrum der Schule steht sein Konzept  des Li; seine anderen Hauptkonzepte sind Taiji, Qi, die Natur des Menschen und der Dinge sowie die Untersuchung der Dinge und der moralischen Qualität des Menschlichkeit. Die Schule wird auch Rationalistische Cheng-Zhu-Schule oder Schule der Natur und des Prinzips (xinglixue) genannt.